# Боневичі (зупинний пункт)
Боне́вичі — пасажирський залізничний зупинний пункт Львівської дирекції Львівської залізниці.
Розташований у селі Боневичі Старосамбірський район, Львівської області на лінії Нижанковичі — Хирів між станціями Добромиль (3 км) та Нижанковичі (10 км).
Станом на червень 2024 року щодня, крім субот та неділь, одна пара приміського поїзда прямує за напрямком Самбір — Нижанковичі — Самбір.